# Route 15 (Alberta)
Pour les articles homonymes, voir Route 15.
La Route 15 (ou Manning Drive à Edmonton) est une route de la région d'Edmonton en Alberta. Elle relie le nord-est de la ville à Fort Saskatchewan et aux communautés dans le Comté de Lamont. Elle sert de route alternative à la route 16 qui contourne le Parc national Elk Island. La route suit le tracé d'une voie ferrée complétée en 1905 par la Canadian Northern Railway.
La route 15 fait est l'une des routes majeures du réseau routier national pour sa section entre la route 16 et l'intersection avec la route 28A  à Edmonton. Elle fait aussi partie du corridor reliant Edmonton à Fort McMurray.

## Description du tracé
La route débute à l'intersection avec 50 Street et la route 16 (route Yellowhead) à Edmonton. Elle emprunte 50 Street vers le nord jusqu'à Manning Drive, où elle bifurque vers le nord-est avant de croiser la route 216 (Anthony Henday Drive). Avant de quitter la région d'Edmonton, la route 15 continue vers le nord-est et passe par le terminus sud de la route 28A. Dans le Comté de Sturgeon, elle croise le terminus est de la route 37 et bifurque vers le sud-est pour traverser la rivière Saskatchewan Nord. Elle croise aussi le terminus nord de la route 21 à Fort Saskatchewan. Depuis cette jonction, la route 15 se dirige vers le nord-est puis l'est et croise la route 45 suivie de la route 29. Elle bifurque alors vers le sud-est et passe par les municipalités de Lamont et de Mundare. Aux limites de Mundare, elle forme un multiplex de 2,1 km (1,3 mi) avec la route 855 avant de prendre fin à la jonction avec la route 16.

## Intersections majeures
| Municipalité rurale / spécialisée             | Ville                      | km                     | Destinations                                                                        | Notes                                     |
| --------------------------------------------- | -------------------------- | ---------------------- | ----------------------------------------------------------------------------------- | ----------------------------------------- |
| Ville d'Edmonton                              | Ville d'Edmonton           | 0,00                   | AB-16 (Route Yellowhead) – Lloydminster, Jasper                                     | Échangeur; sortie 394 de l'AB-16          |
| Ville d'Edmonton                              | Ville d'Edmonton           | 2,30                   | Manning Drive NW                                                                    | L'AB-15 suit Manning Drive NW             |
| Ville d'Edmonton                              | Ville d'Edmonton           | 6,40                   | AB-216 (Anthony Henday Drive)                                                       | Échangeur; sortie 46 de l'AB-216          |
| Ville d'Edmonton                              | Ville d'Edmonton           | 14,10                  | AB-28A nord (17 Street NE) – Gibbons, Cold Lake, Fort McMurray                      | Terminus sud de l'AB-28A                  |
| Comté de Sturgeon                             |                            | 19,10                  | AB-37 ouest (17 Street NE) vers AB-825 – Namao, Onoway, Parc industriel de Sturgeon | Terminus est de l'AB-37                   |
| Rivière Saskatchewan Nord                     | Rivière Saskatchewan Nord  | 21,20                  | Pont                                                                                | Pont                                      |
| Ville de Fort Saskatchewan                    | Ville de Fort Saskatchewan | 21,80                  | 99 Avenue                                                                           | Échangeur                                 |
| Ville de Fort Saskatchewan                    | Ville de Fort Saskatchewan | 22,80                  | AB-21 sud vers AB-16 – Sherwood Park, Edmonton                                      | Terminus nord de l'AB-21                  |
| Comté de Strathcona                           |                            | 35,20                  | AB-830 sud – Josephburg                                                             | Terminus ouest du multiplex avec l'AB-830 |
| Comté de Strathcona                           | 41,90                      | AB-830 nord – Route 38 | Terminus est du multiplex avec l'AB-830                                             |                                           |
| Comté de Lamont                               |                            | 45,20                  | AB-45 nord – Bruderheim, Two Hills                                                  | Terminus sud de l'AB-45                   |
| Comté de Lamont                               | 51,60                      | AB-29 est – Saint-Paul | Terminus ouest de l'AB-29                                                           |                                           |
| Comté de Lamont                               | Lamont                     | 53,60                  | AB-831 sud – Parc national Elk Island                                               | Terminus ouest du multiplex avec l'AB-831 |
| Comté de Lamont                               | Lamont                     | 55,60                  | AB-831 nord (48 Street) – Waskatenau                                                | Terminus est du multiplex avec l'AB-831   |
| Comté de Lamont                               | Chipman                    | 65,10                  | AB-834 sud – Tofield                                                                | Terminus nord de l'AB-834                 |
| Comté de Lamont                               | Mundare                    | 90,00                  | AB-855 nord (Sawchuck Street) – Andrew                                              | Terminus ouest du multiplex avec l'AB-855 |
| Comté de Lamont                               |                            | 92,20                  | AB-16 (Route Yellowhead) – Vegreville, Lloydminster, Edmonton                       | Intersection à niveau                     |
| Comté de Lamont                               | AB-855 sud – Ryley, Holden | 92,20                  | Terminus est du multiplex avec l'AB-855; L'AB-15 est devient l'AB-855 sud           |                                           |
| - Terminus de multiplex - Transition de route |                            |                        |                                                                                     |                                           |